# براندون بولسون
براندون بولسون (بالإنجليزية: Brandon Paulson) هو مصارع هاوي أمريكي، ولد في 22 نوفمبر 1973 في كون رابيدز في الولايات المتحدة.

## وصلات خارجية
- براندون بولسون على موقع قاعدة بيانات المصارعة الدولية (الإنجليزية)
- براندون بولسون على موقع أوليمبيديا (الإنجليزية)